# Funny or Die
Funny or Die es un sitio web de videos de comedia y una productora de cine/televisión, fundada por Will Ferrell, Adam McKay, Mark Kvamme y Chris Henchy . El sitio web Funny Or Die contiene material exclusivo de un equipo fijo de escritores, productores y directores internos, y ocasionalmente de varios colaboradores famosos, incluidos Judd Apatow, James Franco y Norm Macdonald . La compañía de producción hace programas de televisión incluyendo truTV's Billy on the Street, Comedy Central's @midnight, y la webserie Between Two Ferns ganadora del Emmy. 
Muchos videos en el sitio presentan actores conocidos (Algunos son Nina Dobrev, Steve Carell, Charlie Sheen, Ryan Gosling, Patrick Stewart, Daniel Radcliffe, Sophia Bush, Mila Kunis, AnnaSophia Robb, Hilary Duff, Adam West, James Van Der Beek, Jim Carrey, Ariel Winter y Selena Gomez ). Michael Kvamme, un aspirante a joven comediante que también es hijo de Mark Kvamme, el capitalista de riesgo que financió Funny Or Die, ideó un concepto para un nuevo tipo de portal de comedia; y el sitio fue desarrollado por Randy Adams. Después de que el sitio fue financiado por su padre, Michael Kvamme escribió un guion para Will Ferrell y fundó Global eSports Resources en asociación con la Federación Saudita de Deportes Electrónicos e Intelectuales.
Funny Or Die se lanzó el 12 de abril de 2007 con el primer video del sitio, "The Landlord". "The Landlord" ha recibido más de 84 millones de visitas y presenta a Ferrell confrontado por un casero de dos años que blasfema y bebe cerveza. En junio de 2007, recibieron fondos de capital de riesgo de Sequoia Capital, y en junio de 2008, anunciaron una asociación con HBO . El 3 de agosto de 2016, Funny or Die cerró una de sus oficinas de California, reduciendo su plantilla en un 30% a 95 empleados, y el anuncio llegó solo dos meses después de que el nuevo CEO, Mike Farah, asumiera el cargo.

## Presencia en línea
A diferencia de otros sitios de videos virales, se alienta a los miembros de Funny or Die a votar en los videos que ven, con las opciones de "Funny" o "Die". Luego, el video obtiene una puntuación del porcentaje total de personas que votaron el video "Divertido". Si el video recibe una calificación "Divertido" del 80% o más después de 100,000 vistas, obtiene una clasificación "Inmortal". Si el video recibe una calificación de "Divertido" del 20% o menos después de 1,000 vistas, se relega a la sección Cripta del sitio. 
El personal de Funny or Die también puede seleccionar una calificación de "Elegido", que deshabilita la votación de un video, simplemente diciendo "Elegido".

## Producciones de televisión y cine.
Funny Or Die se expandió para incluir una compañía de producción de cine y televisión en 2011. 

### Shows

#### Entre dos helechos
Entre dos helechos con Zach Galifianakis es una serie de comedia galardonada con un Emmy presentada en Funny or Die. Galifianakis entrevista a varias celebridades en un escenario de bajo presupuesto, decorado con un par de helechos en macetas. La serie a menudo incluye interrupciones para dar lugar a promociones de productos e invitados musicales. El video musical de "Spring Break Anthem" de The Lonely Island se incluyó en un episodio con James Franco y contó con el actor Edward Norton .
Galifianakis ha entrevistado a personas como Brad Pitt, Justin Bieber, Jennifer Lawrence, Samuel L. Jackson, Richard Branson y el presidente Barack Obama. Galifianakis entrevistó al presidente Barack Obama durante el lanzamiento del sitio web de intercambio de seguros de salud de los Estados Unidos. El video fue lanzado el 11 de marzo de 2014 y obtuvo más de 32 millones de visitas.

#### Billy on the Street
Billy on the Street es un programa de comedia de media hora presentado por Billy Eichner. Los productores del programa incluyen a Anna Wenger, Mike Farah y Billy Eichner. Billy on the Street se estrenó en Fuse TV el 18 de diciembre de 2011. El 8 de octubre de 2015, el programa comenzó a transmitirse en Tru TV. Eichner pregunta a la gente en las calles de Nueva York sobre la cultura pop a cambio de dinero en efectivo y premios. Muchos episodios cuentan con un invitado especial y celebridades tales como Lindsay Lohan, Anne Hathaway, Neil Patrick Harris y Olivia Wilde han aparecido en el programa.
En 2013, Eichner recibió una nominación a los premios Daytime Emmy por ser el presentador de Game Show. La serie concluyó su tercera temporada el 14 de mayo de 2014. 

#### Drunk History
Drunk History es una serie de comedia en Comedy Central que se lanzó en Funny or Die en diciembre de 2007. El espectáculo se originó como una serie web creada por Derek Waters y Jeremy Konner. El programa presenta a un narrador borracho que intenta contar un evento de la historia estadounidense. Los actores son interpretados por estrellas invitadas famosas que sincronizan los labios del diálogo del narrador.
Debido a su borrachera general, los narradores no pueden discutir con precisión los acontecimientos históricos y muchas veces inventan y embellecen aspectos de la historia. Los invitados incluyen a Jack Black, Michael Cera, Bill Hader, Nick Offerman, Winona Ryder, Chris Parnell, Kristen Wiig, Luke Wilson y Jason Schwartzman . 

#### Gay of Thrones
Gay of Thrones es una serie web de comedia presentada por Jonathan Van Ness en la que él y un invitado resumen el episodio más reciente de Game of Thrones en la peluquería de Van Ness. Su primer episodio, que resume los dos primeros episodios de la temporada 3 de Game of Thrones, se lanzó en abril de 2013 y ha cubierto cada episodio desde entonces hasta el final en mayo de 2019. Los invitados han incluido a Alfie Allen, Tiffany Haddish, Kumail Nanjiani y Lena Headey . 

#### @midnight
@midnight es un programa de panel de comedia nocturno presentado por Chris Hardwick y producido por Funny or Die. El programa debutó en Comedy Central el 21 de octubre de 2013. El programa presenta tres comediantes invitados que responden a diferentes publicaciones de redes sociales y referencias de la cultura pop del día, incluidas las respuestas a tuits reales en Twitter, publicaciones de anuncios de Craigslist y comentarios en Reddit .
@Midnight usó las redes sociales como una plataforma para interactuar con sus fanes. El programa creó hashtags que incluyen #HashtagWars y #SpookyCelebs que fueron utilizados por los fanes para enviar sus propias respuestas al juego en Twitter.

#### The Spoils of Babylon
The Spoils of Babylon es una miniserie de comedia que se emitió el 9 de enero de 2014 en IFC . El espectáculo fue creado y escrito por los ex guionistas de Saturday Night Live Matt Piedmont y Andrew Steele. Piedmont también dirigió la serie. La serie está protagonizada por Will Ferrell, Kristen Wiig, Tobey Maguire, Jessica Alba, Haley Joel Osment, Tim Robbins, Michael Sheen, Carey Mulligan y Val Kilmer .
Ferrell interpreta a Eric Jonrosh, un autor ficticio cuya novela se está adaptando para la televisión. La novela The Spoils of Babylon sigue a la familia de un magnate del petróleo, los Morehouses. Robbins interpreta a Jonas Morehouse, el patriarca de la familia. Wiig y Maguire interpretan a Cynthia y su hermano adoptivo Devon.
IFC y Funny Or Die adaptaron la primera novela de Jonrosh, The Spoils Before Dying, a otra miniserie, que se emitió el 8 de julio de 2015.

#### Throwing Shade
Throwing Shade es un podcast presentado por Erin Gibson y Bryan Safi, que aborda temas como la cultura pop dominante, los derechos de las mujeres y los derechos de los homosexuales. En 2011, Gibson y Safi crearon el podcast Throwing Shade después de que se cancelara InfoMania y en 2013 Funny or Die comenzó a filmar el podcast en un set y a transmitir las grabaciones del podcast en su sitio web.
El podcast ocasionalmente tiene invitados famosos como Cheyenne Jackson y Dustin Lance Black. Throwing Shade ganó un premio Podcast al Mejor Podcast GLBT en 2012 y 2013.
El dúo ha grabado 80 videos desde que se unió a Funny or Die.

#### Tween Fest
Tween Fest es una serie de ocho episodios de Funny or Die protagonizada por John Michael Higgins, Joey King, Drew Tarver, Arden Cho y Lou Wilson que sigue a un festival al aire libre de dos fines de semana en medio del desierto donde todos los actos son estrellas de Internet. El programa se lanzó el 3 de agosto de 2016 en el servicio de transmisión go90 . Tween Fest fue creado por Nick Ciarelli y Brad Evans, fue dirigido por Scott Gairdner y cuenta con Jane Lynch, Tim Meadows, Chris Parnell, David Koechner, Dave (Gruber) Allen, Josh Fadem, y más en papeles secundarios e invitados.

#### Otros programas

##### Anterior
- Funny or Die Presents (2010–2011, HBO)
- Jon Benjamin Has a Van (2011, Comedy Central)
- Brody Stevens: Enjoy It! (2013, Comedy Central)
- American Muscle (2014, Discovery)
- Funny or Die Presents: America's Next Weatherman (2015, TBS)
- The Gorburger Show (2015, HBO; 2017, Comedy Central)[27]
- The Chris Gethard Show (2015–2018, truTV)
- Brockmire (2017–2020, IFC)[28][29]

### Pilotos
- What's Going On? with Mike Mitchell (2011, FX)

### Especiales

#### Entre dos helechos: un cuento de hadas de Nueva York
Un especial de 2012 transmitido por Comedy Central con Zach Galifianakis .

#### Sarah Silverman: We Are Miracles
El 23 de noviembre de 2013, HBO presentó un especial en asociación con Funny or Die titulado, “Sarah Silverman: We are miracles”, un stand-up con la cómica Sarah Silverman. Durante su hora, Silverman bromeó sobre la violación, la religión y sus inseguridades personales.
El especial recibió una nominación al premio Emmy 2014 por Mejor Especial de Variedades y la escritura de Silverman le valió un premio Emmy por Mejor Escritura para un Especial de Variedades. El sello discográfico Sub Pop, lanzó el especial en vinilo, CD y descarga digital.

#### Jerrod Carmichael: Love At the Store
Funny Or Die produjo un especial con el comediante Jerrod Carmichael para HBO que se emitió el 4 de octubre de 2014. Durante el especial de 70 minutos, Carmichael cubre temas que incluyen pobreza y riqueza, artistas controvertidos, empoderamiento femenino y crimen y raza.
"Jerrod Carmichael: Love At The Store", fue dirigida por Spike Lee y filmada en The Comedy Store en Los Ángeles. Carmichael eligió la ubicación porque fue el primer lugar en el que actuó en 2008.

#### Tig Notaro: Boyish Girl Interrupted
Funny Or Die produjo un especial de comedia para HBO con la comediante Tig Notaro. Tig Notaro: Boyish Girl Interrupted se estrenó en HBO el 22 de agosto de 2015. Notaro promovió el especial caminando por las calles de Los Ángeles para dar a conocer una valla publicitaria gigante de su rostro.
Durante el especial de HBO, Notaro habla sobre su diagnóstico de cáncer de mama, su ruptura con su novia y la muerte de su madre. Notaro realiza el último tercio de su set en topless para exponer las cicatrices de su mastectomía a la audiencia.

#### Ferrell Takes the Field
Un especial de 2015 transmitido por HBO con Will Ferrell .

### Películas
- Tim and Eric's Billion Dollar Movie (2012, co-production con Abso Lutely Productions)
- iSteve (2013, estrenado online via Funny Or Die)
- Donald Trump's The Art of the Deal: The Movie (2016, lanzado online via Funny or Die)
- Between Two Ferns: The Movie (2019, estrenada online el 10 de Septiembere de 2019 via Netflix)[37]
- Impractical Jokers: The Movie (2020, estreno en cines) La película seguirá a los cuatro amigos de toda la vida de Joe Gatto, James "Murr" Murrary, Salvatore "Sal" Vulcano y Brian "Q" Quinn del exitoso programa de televisión Impractical Jokers. La película se anunció el 7 de marzo de 2018 cuando los Impractical Jokers se renovaron para una temporada 8. La película comenzó a producirse a finales de abril de 2018. Se espera que la película se lance entre 2019 y 2020.

## Funny or Die Presents
En junio de 2008, HBO y Funny Or Die anunciaron que HBO había comprado una participación de menos del 10% en Funny Or Die. Con esto, Funny Or Die se encargará de desarrollar al menos 10 episodios de media hora para HBO, y las empresas podrán organizar juntas futuras giras de comedia. Respecto al acuerdo, Will Ferrell dijo: "No quiero exagerar la importancia de este acuerdo, pero este es el momento del eslabón perdido en el que la televisión e Internet finalmente se fusionan". Cambiará la forma en que los seres humanos percibimos e interactuamos con la realidad. Está bien, lo exageré. Pero es un trato emocionante ".
En agosto de 2008, Funny Or Die contrató a Andrew Steele, un veterano con doce años de experiencia en Saturday Night Live, y uno de los tres escritores principales en los últimos años, para supervisar la producción y el desarrollo de contenido para el sitio y para la asociación con HBO.

## Eventos en vivo

### Funny or Die Comedy Tour
En febrero de 2008, Funny or Die lanzó "Will Ferrell's Funny Or Die Comedy Tour presentado por 'Semi-Pro'", junto con la promoción de la película Semi-Pro . La gira contó con Ferrell, miembros del equipo FOD y los comediantes Zach Galifianakis, Demetri Martin, Nick Swardson y Andrea Savage . Adam McKay y Will Arnett se desempeñaron como locutores de la gira. La gira de ocho ciudades llegó a los campus universitarios de Kansas, Michigan, Ohio, Pensilvania, Rhode Island, Massachusetts, Carolina del Norte y Nueva York . La gira se realizó del 4 al 24 de febrero de 2008. 

### Funny or Die Oddball Comedy Festival

#### 2013
En junio de 2013, Funny Or Die anunció la gira de comedia Oddball Comedy & Curiosity Festival en asociación con Live Nation La gira fue encabezada por Dave Chappelle y Flight of the Conchords. La alineación también incluyó a Al Madrigal, Kristen Schaal, Brody Stevens, Demetri Martin, John Mulaney, Jim Jefferies y Hannibal Buress . La gira se realizó del 23 de agosto al 22 de septiembre de 2013.

#### 2014
En 2014, Funny Or Die continuó el Festival Oddball, recorriendo 20 ciudades en los EE. UU. Del 8 de agosto al 21 de septiembre. La gira contó con los comediantes Louis CK, Sarah Silverman, Aziz Ansari, Chris Hardwick, Amy Schumer y Jim Gaffigan .

#### 2015
La alineación de 2015 incluyó a Amy Schumer, Aziz Ansari, Anthony Jeselnik, Ashley Barnhill, Bridget Everett, Dave Attell, Donnell Rawlings, Jak Knight, Jay Pharoah, Jeff Ross, Jim Norton, John Mulaney, Katherine Ryan, Mark Normand, Michael Che, Nick. Kroll, Nick Thune, Nikki Glaser, Rachel Feinstein, Rory Scovel, Sebastian Maniscalco, Steve Rannazzisi, TJ Miller, Tim Minchin, Todd Barry y Tony Hinchcliffe. La gira se realizó del 28 de agosto al 18 de octubre de 2015.

### Festival de Música de Isla de tesoro: Blah Blah Blah Tienda de Comedia
Funny Or Die seleccionó una programación de comedia para el festival de música Treasure Island 2015 en San Francisco, CA. La carpa Funny Or Die Blah Blah Blah contó con actos de comedia de Tim Heidecker, Jerrod Carmichael, Jonah Ray, Chris Gethard, Jon Dore, Lauren Lapkus, Brian Safi & Erin Gibson, Kate Berlant & John Early, Guy Branum, Michelle Wolf, Max Silvestri, Barry Rothbart y Jermaine Fowler.

## Activismo político

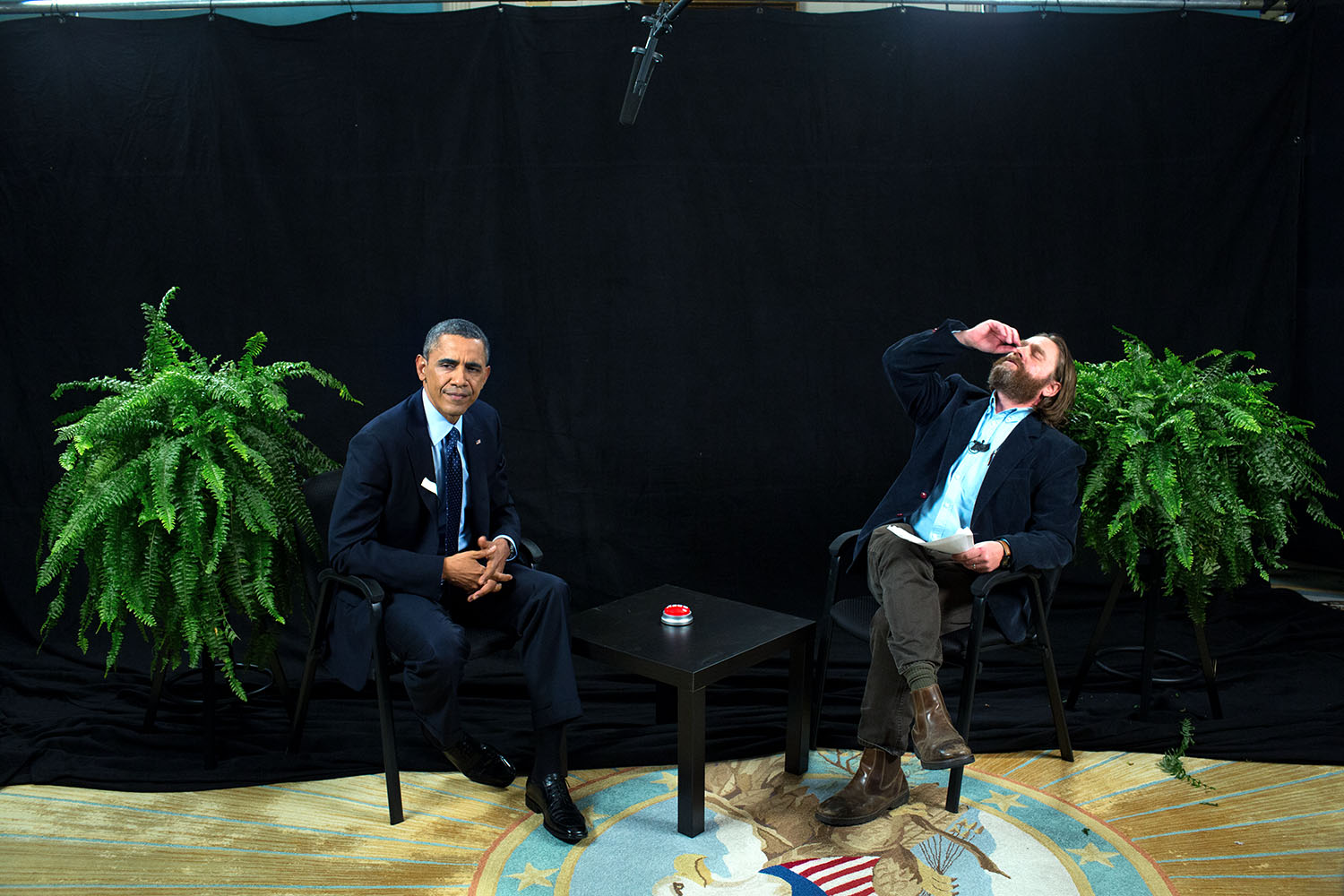
El presidente Barack Obama participa en una entrevista con Zach Galifianakis para «Between Two Ferns with Zach Galifianakis» en la Sala de Recepciones Diplomáticas de la Casa Blanca, el 24 de febrero de 2014. (Foto oficial de la Casa Blanca por Pete Souza)

Aunque aparentemente independientes de la política organizada, los creadores del sitio Ferrell y McKay son partidarios del Partido Demócrata y tienen una política personal que "tiende a inclinarse un poco hacia la izquierda". Además de su conocida incursión de marzo de 2014 en apoyo de la Ley de Cuidado de Salud a Bajo Precio, el año anterior Funny Or Die lanzó una campaña para la defensa legal de Shezanne Cassim, un residente de Minnesota que fue encarcelado en Abu Dhabi por supuestamente poner en peligro la seguridad nacional al publicar un video de parodia a YouTube .  Posteriormente, los comediantes Patton Oswalt y Tony Hale se convirtieron en parte del esfuerzo de Funny Or Die para recaudar fondos y concienciar sobre "Free Shez".  Originalmente sentenciado a un año de prisión, ante la creciente presión pública, Cassim fue liberado en enero de 2014 después de cumplir 9 meses de su condena. 
Funny Or Die también ha sido responsable de la creación de videos de parodia que satirizan la iniciativa tradicional de matrimonio de California en 2008, la Proposición 8, y de probar la Asociación Nacional del Rifle con un video con el comediante Jim Carrey. El sitio también trabajó con la estrella de televisión Alyssa Milano para "filtrar" una supuesta cinta sexual de la actriz, que de hecho era un video de concientización sobre la sangrienta Guerra Civil Siria.  En julio de 2013, poco después de que se publicitara por primera vez el programa de vigilancia PRISM de la Agencia de Seguridad Nacional , Sasha Gray protagonizó un "Sexy NSA Commercial" de Funny or Die.

### Entrevista a Obama
El 11 de marzo de 2014, Zach Galifianakis entrevistó a Barack Obama en su programa Between Two Ferns con Zach Galifianakis en el sitio web. Durante la entrevista, pidieron a las personas que se inscribieran para recibir atención médica en el sitio Healthcare.gov como parte de la Ley de Cuidado de Salud a Bajo Precio . Al día siguiente, 11 millones de espectadores habían visto el video y más de 890,000 personas vieron el sitio web durante esa misma mañana.

### Campaña Eat Brighter de Michelle Obama
El 16 de febrero de 2015, la primera dama de los Estados Unidos, Michelle Obama, se asoció con Billy Eichner y Big Bird para promover su iniciativa de salud llamada 'Eat Brighter!' En el episodio, el trío se reúne en una tienda de comestibles en Washington D. C. para jugar un juego titulado "¿Ariana Grande o comiendo una zanahoria?" 
Michelle Obama apareció en el tráiler de la película Funny Or Die de "Snakpocalypse", que se presentó el 2 de septiembre de 2014. El tráiler describió los eventos que llevaron a la eliminación de una población adolescente debido a la mala elección de alimentos ofrecidos en su escuela secundaria. ¡Vamos a movernos! De Michelle Obama La campaña apoya la alimentación saludable en jóvenes y adultos y ella aparece en el video masticando una zanahoria.

### Kristen Bell y Christina Hendricks por la igualdad salarial de las mujeres
Mary Poppins Quits with Kristen Bell apareció en Funny Or Die el 23 de julio de 2014. En el video, Mary Poppins, interpretada por Kristen Bell, canta sobre el aumento del salario mínimo para cumplir con los estándares de salario digno.
Modern Office with Christina Hendricks se publicó el 6 de agosto de 2014. Christina Hendricks, que interpreta al personaje de ficción Joan Harris en Mad Men de AMC, consigue un nuevo trabajo en una oficina moderna. Hendricks transporta su personaje de la década de 1960 a un entorno de oficina moderno. El video insinúa que los entornos de oficina modernos mantienen políticas anticuadas con respecto a los roles de las mujeres en el lugar de trabajo.

### Prop 8 El Musical
"Funny or Die lanzó una campaña para la defensa legal de Shezanne Cassim, una residente de Minnesota que fue encarcelada en Abu Dhabi por supuestamente poner en peligro la seguridad nacional al publicar un video de parodia en YouTube . Los comediantes Patton Oswalt y Tony Hale se convirtieron posteriormente en parte del esfuerzo de Funny Or Die para recaudar fondos y concienciar sobre "" Free Shez "". Originalmente sentenciado a un año de prisión, ante la creciente presión pública, Cassim fue liberado en enero de 2014 después de cumplir 9 meses de su condena.

### Jim Carrey NRA Canción para la campaña Brady: Cold Hand Dead
En marzo de 2013, Funny Or Die creó el video, "Cold Dead Hand", protagonizado por Jim Carrey como cantante de country y expresidente de la NRA, Charles Heston.
En el video, a Carrey se le unen cantantes que interpretan a Mahatma Gandhi, Abraham Lincoln y John Lennon, todos los cuales fueron asesinados por hombres armados, mientras actuaban en “ Hee Haw ”, el programa de variedades de la CBS de la década de 1970.

### Administración Trump
Funny or Die publicó varios videos que muestran preocupación por las actividades de la administración Trump.

## Engaños y controversias
El 2 de marzo de 2014, se lanzaron dos videos promocionales en un canal de YouTube supuestamente controlado por HUVr Tech, una compañía que afirma haber inventado un hoverboard muy parecido a los de la trilogía cinematográfica Regreso al futuro.  Los videos incluyeron demostraciones del tablero por parte de celebridades como Tony Hawk y Moby. Dos días después, se reveló que el proyecto era un engaño perpetrado por Funny Or Die, después de que la diseñadora de vestuario del video publicara la experiencia en su currículum en línea.

## Premios

### Premios Webby
| Año  | Asociación | Categoría                                                                  | Recipiente                                                                   |
| ---- | ---------- | -------------------------------------------------------------------------- | ---------------------------------------------------------------------------- |
| 2011 | Webby      | Logro especial: Persona de cine y video del año                            | Divertido o morir                                                            |
| 2011 | Webby      | Web: Humor                                                                 | Divertido o morir                                                            |
| 2011 | Webby      | Mejor personalidad / anfitrión web                                         | Entre dos helechos con Zach Galifianakis                                     |
| 2011 | Webby      | Corto o episodio individual                                                | Entre dos helechos con Zach Galifianakis: Steve Carell                       |
| 2011 | Webby      | Cine y vídeo online: variedad                                              | Entre dos helechos                                                           |
| 2011 | Webby      | Cine y vídeo online: variedad (People's Voice)                             | Entre dos helechos                                                           |
| 2011 | Webby      | Mejor interpretación individual (People's Voice)                           | Jim Carey en Reunión presidencial de Funny Or Die                            |
| 2011 | Webby      | Comedia: Corto o episodio individual (voz popular)                         | Justin Bieber se hace cargo de Funny Or Die                                  |
| 2011 | Webby      | Comedia: Larga forma o serie (People Voice)                                | Reunión presidencial de Funny Or Die                                         |
| 2012 | Webby      | Cine y vídeo online: Mejor interpretación individual                       | El presidente Bush reacciona a la muerte de Osama Bin Laden con Will Ferrell |
| 2012 | Webby      | Cine y vídeo online: Comedia: Larga forma o serie                          | Borracho Historia Navidad                                                    |
| 2013 | Webby      | Cine y vídeo online: Mejor interpretación individual                       | Charlize Theron es pirateada                                                 |
| 2013 | Webby      | Cine y vídeo online: Comedia: episodio o cortometraje individual           | Alambre: El Musical                                                          |
| 2014 | Webby      | Cine y vídeo online: Comedia: Mejor serie o formato largo                  | Entre dos helechos con Zach Galifianakis: Justin Bieber                      |
| 2014 | Webby      | Cine y vídeo online: Comedia: Mejor formato largo o serie (People's Voice) | Entre dos helechos con Zach Galifianakis: Justin Bieber                      |
| 2014 | Webby      | Web: Humor                                                                 | Divertido o morir                                                            |
| 2015 | Webby      | Web: Humor                                                                 | Divertido o morir                                                            |

### Premios Primetime Emmy
| Año  | Asociación     | Categoría                                                                | Recipiente                                                           |
| ---- | -------------- | ------------------------------------------------------------------------ | -------------------------------------------------------------------- |
| 2014 | Primetime Emmy | Excelente programa de entretenimiento de acción en vivo de formato corto | Entre dos helechos con Zach Galifianakis: el presidente Barack Obama |
| 2015 | Primetime Emmy | Excelente programa de entretenimiento de acción en vivo de formato corto | Entre dos helechos con Zach Galifianakis: Brad Pitt                  |